# 不細工
不細工・無細工（ぶさいく）とは、
1. 物の細工が下手なこと、手際が悪いこと、不器用なこと、出来栄えが悪いこと。また、その様[1][2]。
2. 物の格好が悪いこと、体裁が醜いこと。また、その様。無様。[1][2]
3. 人の容貌が整っていないこと、器量が悪いこと。また、その様。[1][2]ブサイクの表記を用いる場合が多い。